# Xanthoparmelia glabrans
Xanthoparmelia glabrans är en lavart som först beskrevs av William Nylander och fick sitt nu gällande namn av O. Blanco, A. Crespo, John Alan Elix, David Leslie Hawksworth & Lumbsch. 
Xanthoparmelia glabrans ingår i släktet Xanthoparmelia och familjen Parmeliaceae. Inga underarter finns listade i Catalogue of Life.